# Ranulfo Sánchez
Pour les articles homonymes, voir Sánchez.
Ranulfo Sánchez Hernández, né en 1971 à Teziutlán, est un coureur de fond mexicain spécialisé en marathon, course en montagne et ultra-trail. Il est champion NACAC de course en montagne 2006 et a remporté la médaille de bronze au Trophée mondial de course en montagne 2002.

## Biographie
Il connaît ses premiers succès en marathon en 1999, en terminant deuxième du marathon de Merida, puis en remportant le marathon de Monterrey avec un temps de 2 h 17 min 45 s qui reste sa meilleure performance personnelle.
Il crée la surprise au Trophée mondial de course en montagne 2002 à Innsbruck en décrochant la médaille de bronze derrière le Néo-Zélandais Jonathan Wyatt et le Français Raymond Fontaine.
Le 25 juin 2006, il remporte le titre de champion NACAC de course en montagne à Ajijic où seule la délégation mexicaine est présente.
Il décide par la suite de se mettre à l'ultra-trail. Il remporte la première édition de l'Ultramaratón Vicente Guerrero Saldaña de 100 km en 2010 avec un temps de 8 h 44 min 22 s.
Le 3 mars 2013, il établit un nouveau record de l'Ultramarathon Caballo Blanco en 6 h 33 min 36 s.
En 2017, il décide de créer sa propre épreuve de trail dans sa ville natale de Teziutlán avec des distances allant de 1,5 km pour les enfants jusqu'à la course principale de 50 km.

## Palmarès
| Année | Compétition                 | Lieu        | Place | Épreuve  | Temps            |
| ----- | --------------------------- | ----------- | ----- | -------- | ---------------- |
| 1999  | Marathon de Mérida          | Mérida      | 2e    | Marathon | 2 h 24 min 28 s  |
| 1999  | Marathon de Monterrey       | Monterrey   | 1er   | Marathon | 2 h 17 min 45 s  |
| 2000  | Marathon de Mérida          | Mérida      | 2e    | Marathon | 2 h 20 min 20 s  |
| 2000  | Marathon de Guadalajara     | Guadalajara | 5e    | Marathon | 2 h 22 min 23 s3 |
| 2000  | Marathon de Mexico          | Mexico      | 13e   | Marathon | 2 h 22 min 38 s  |
| 2001  | Marathon de Mérida          | Mérida      | 5e    | Marathon | 2 h 22 min 57 s  |
| 2002  | Marathon de Culiacán        | Culiacán    | 1er   | Marathon | 2 h 18 min 41 s  |
| 2003  | Marathon de la Marina       | Mérida      | 3e    | Marathon | 2 h 28 min 0 s   |
| 2007  | Marathon de Mérida          | Mérida      | 3e    | Marathon | 2 h 25 min 45 s  |
| 2007  | Marathon de la Marina       | Mérida      | 3e    | Marathon | 2 h 28 min 25 s  |
| 2008  | Marathon de Mérida          | Mérida      | 5e    | Marathon | 2 h 24 min 45 s  |
| 2008  | Marathon nocturne de Cancún | Cancún      | 5e    | Marathon | 2 h 32 min 28 s  |
| 2009  | Marathon de Mérida          | Mérida      | 5e    | Marathon | 2 h 27 min 48 s  |
| 2010  | Marathon de Mérida          | Mérida      | 6e    | Marathon | 2 h 26 min 55 s  |
| 2013  | Marathon de Mérida          | Mérida      | 4e    | Marathon | 2 h 34 min 44 s  |
| 2013  | Marathon de Puebla          | Puebla      | 2e    | Marathon | 2 h 29 min 58 s  |

### Course en montagne
| no  | masculin           | Course                                                  | Longueur | Départ            | Temps           |
| --- | ------------------ | ------------------------------------------------------- | -------- | ----------------- | --------------- |
| 3e  | Médaille de bronze | Trophée mondial de course en montagne                   | 11,7 km  | 15 septembre 2002 | 1 h 0 min 12 s  |
| 1re | Médaille d'or      | Championnats NACAC de course en montagne                | 13,8 km  | 25 juin 2006      | 1 h 21 min 44 s |
| 4e  | 4e                 | Challenge mondial de course en montagne longue distance | 42,2 km  | 7 septembre 2007  | 3 h 5 min 56 s  |
| 2e  | Médaille d'argent  | Championnats NACAC de course en montagne                | 9,1 km   | 5 juillet 2008    | 42 min 8 s      |
| 2e  | Médaille d'argent  | Championnats NACAC de course en montagne                | 13,8 km  | 17 juillet 2011   | 1 h 19 min 6 s  |

### Ultra-trail
| no  | masculin           | Course                       | Longueur | Départ           | Temps            |
| --- | ------------------ | ---------------------------- | -------- | ---------------- | ---------------- |
| 1re | Médaille d'or      | Ultramarathon Caballo Blanco | 50 mi    | 3 mars 2013      | 6 h 33 min 36 s  |
| 3e  | Médaille de bronze | Ultra-trail de México        | 100 km   | 10 octobre 2015  | 10 h 14 min 15 s |
| 2e  | Médaille d'argent  | Sky Ultra Pico MX 100K       | 106,7 km | 10 décembre 2016 | 14 h 7 min 27 s  |
| 1re | Médaille d'or      | Ultramarathon Caballo Blanco | 50 mi    | 5 mars 2017      | 6 h 38 min 6 s   |
| 1re | Médaille d'or      | Sky Ultra Pico MX 130K       | 126,8 km | 14 décembre 2018 | 20 h 10 min 44 s |

## Records
| Épreuve  | Performance     | Date             | Lieu      |
| -------- | --------------- | ---------------- | --------- |
| Marathon | 2 h 17 min 45 s | 12 décembre 1999 | Monterrey |